# Gällsjön (Hällestads socken, Östergötland)
Gällsjön är en sjö i Finspångs kommun i Östergötland och ingår i Motala ströms huvudavrinningsområde.